# Monts Sainte-Croix
Les monts Sainte-Croix (« montagnes de la Sainte Croix », en polonais : Góry Świętokrzyskie ) sont un massif montagneux de la Pologne centrale, au voisinage de la ville de Kielce, de la voïvodie de Sainte-Croix.

## Géographie

### Topographie
Le massif est constitué d'une série de massifs séparés, dont le plus élevé est Łysogóry (en) (littéralement « les montagnes chauves »). Les deux plus hauts sommets du massif sont Łysica (pl) et Łysa Góra (en), qui culminent respectivement à 612 et 593 mètres. Avec le Jura cracovien (plateau de Cracovie-Częstochowa), les montagnes forment une région appelée la Wyżyna Małopolska (pl) (littéralement « haute terre de la Petite-Pologne »), d'une superficie de 1 684 km2. Leur localisation approximative est 50° 53′ N, 20° 55′ E.

### Géologie

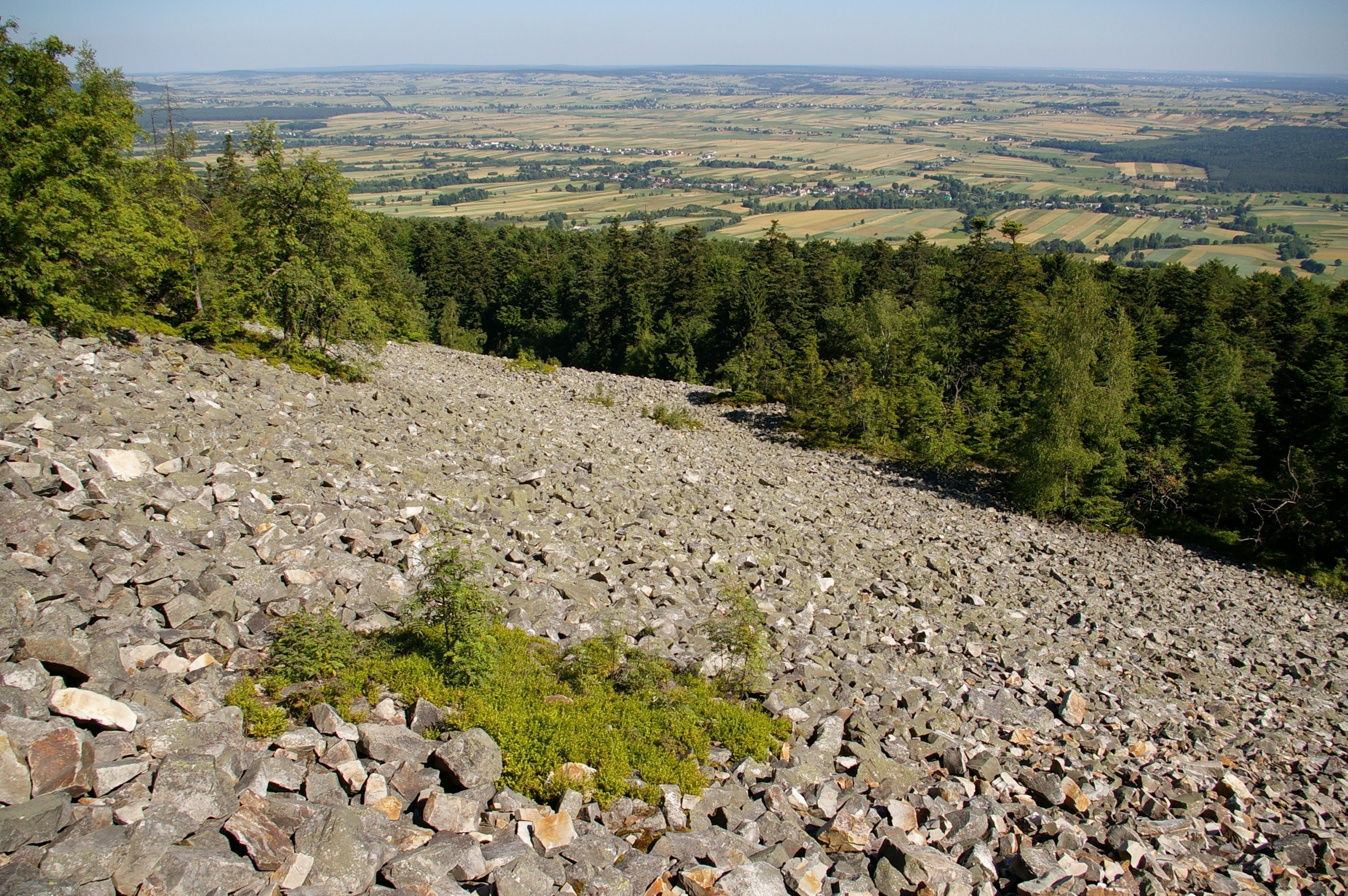
Éboulis (Gołoborze)

Les monts Świętokrzyskie sont l'une des plus anciennes chaînes de montagnes d'Europe. Elles se sont formées pendant l'orogenèse calédonienne du Silurien, et ont été rajeunies par l'orogenèse hercynienne de l'ère Carbonifère supérieure.
La région était autrefois sur la côte sud de l'ancien supercontinent de la Laurasia. La plus ancienne trace connue de tétrapodes vient d'une empreinte fossile vieille de 395 millions d'années trouvée à Zachełmie. Les roches sont issues d'un fond marin plat ou d'un lagon,.

## Histoire
À partir du haut Moyen Âge, le massif fait l'objet d'opérations minières extensives pour en extraire du cuivre et du fer. Il y eut par la suite un site important d'extraction de calcaire et de grès rouge. Aujourd'hui, le parc national Świętokrzyski se trouve dans la partie centrale du massif.
Le nom, « Monts de la Sainte Croix », fait référence à une relique chrétienne du monastère bénédictin sur la Łysa Góra, la relique étant un fragment de bois que l'on dit provenant de la Vraie Croix.
Selon une légende populaire, le mont Łysa Góra fut habité par des sorcières qui y célébraient le sabbat. En effet, au sommet du mont se trouvaient trois temples païens dédiés aux divinités Swist, Poswiat et Pogody et, jusqu'au XIXe siècle, on y enterrait des urnes contenant les cendres des morts. La sorcière Baba Yaga est d'ailleurs le symbole de la voïvodie de Sainte-Croix. Depuis 2010 et en référence à ces légendes, on célèbre chaque année à Kielce un concert nommé Sabbat.

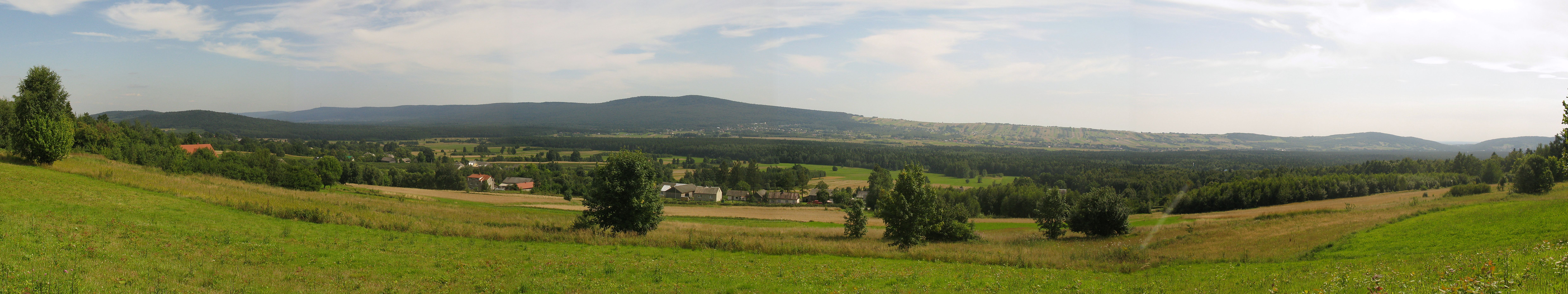
Vue des montagnes de Świętokrzyskie

## Paléontologie
Les montagnes ont fourni la plus ancienne trace de dinosauromorphe, faisant remonter l'évolution des dinosaures à de petits animaux quadrupèdes qui vivaient au cours du Trias inférieur. Les empreintes de pas fossiles remontent à 250 millions d'années, juste quelques millions d'années après l'extinction Permien-Trias, alors que l'environnement était encore déstabilisé. On y a également trouvé des empreintes de pas de dinosaures bipèdes parmi les premiers, connus sous le nom de « Sphingopus », datant d'il y a 246 millions d'années.